# Toxorhina (Toxorhina) basiseta
Toxorhina (Toxorhina) basiseta is een tweevleugelige uit de familie steltmuggen (Limoniidae). De soort komt voor in het Australaziatisch gebied.